# Paparudă

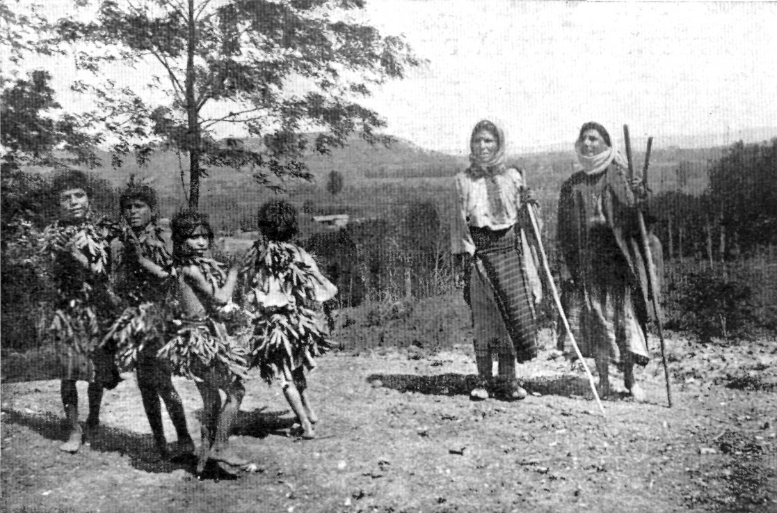
Foto din 1908 a Paparudei în comuna Breasta, Dolj

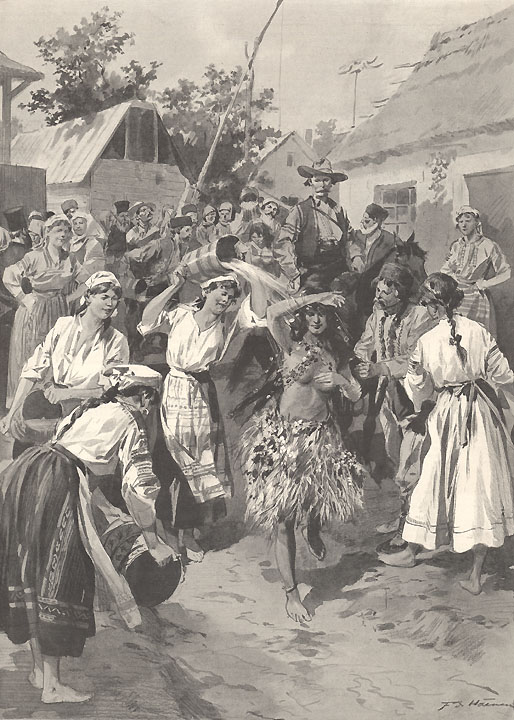
O ilustrație din 1905 a Paparudei

Paparuda este o veche divinitate locală din mitologia românească a ploii fertilizante, invocată de grupuri de femei pe timp de secetă și redusă cu timpul la o schemă de ritual.

## Ritualul conservat de folclor
Într-o variantă caracteristică a folclorului, în care este conservat mitul Paparudei, invocația magică e adresată direct Paparudei ca unei zeițe: "Paparudă, rudă/ vino de te udă/ ca să cadă ploile/ cu gălețile,/ paparudele/ să dea porumburile/ cât gardurile"
Ritualul, având o dată tradițională fixă (joi, în a treia săptămână post-pascală, dar și ori de câte ori e secetă prelungită, în iunie și iulie), este magic, aparținând tipologiei cultelor agrare și cu totul deosebit de vrăjile practicate de cărămidari și solomonari pentru legarea sau dezlegarea ploii: în timp de secetă, tinere fete execută Jocul Paparudelor, ca figurante ale unui dans rudimentar, în fuste simbolice de frunzare; concomitent, femeile din sat le stropesc cu găleți de apă. Uneori e o singură Paparudă - o figurantă sub zece ani:
„În vremea verii, când semănăturile sunt primejduite de secetă, oamenii de la țară îmbracă o copilă mai mică de 10 ani cu o camașă făcută din frunze de copaci și buruieni. Toate celelalte copile o urmează și se duc jucând și cântând prin împrejurimi; iar oriunde sosesc, babele au obiceiul de le toarnă apa rece în cap. Cântecul pe care-l cântă este alcătuit cam așa: Papalugo, suie-te la cer, deschide-i porțile, trimite de acolo ploaia aici, ca să crească bine secara, graul, meiul și altele!" ”
Paparuda este denumirea cea mai răspândită a ritului magic de provocare a ploii, practicat pe timp de secetă. Jocul este practicat în a treia joi după Paști; poate însă avea loc și în orice zi de vară, după o secetă prelungită. Este jucat de fete tinere, mai rar și de băieți, sub 14 ani.
Alaiul e alcătuit dintr-un număr variabil de personaje, dintre care cel puțin una-două trebuie să fie mascate. Acestea sunt dezbrăcate și apoi înfășurate în frunze si ghirlande de boz (brusture, fag, stejar, alun). Gluga de boz era legată deasupra capului cu cotoarele în sus și acoperea tot corpul ca un con de verdeață. Rămurelele erau împestrițate cu panglici roșii, cu salbe de firfirici.
Cortegiul umbla prin sat de la o casă la alta, și în curte, însoțitoarele cântă un cântec ritual, bătând din palme, iar paparuda joacă un dans săltăreț.
Paparuda invocă onomatopeic ploaia prin dans, prin bătăi din palme, prin plesnetul degetelor, prin răpăitul tobelor improvizate din tigăi, dar mai ales prin ritmul si conținutul textului magic:
„Paparudă-rudă, / vino de ne udă / cu galeata-leata / peste toata ceata; / cu ciubărul –bărul / peste tot poporul. / Dă-ne Doamne, cheile / să descuiem cerurile / să pornească ploile, / să curgă șiroaiele / să umple pâraiele. / Hai, ploiță, hai! / udă pământurile / să crească grânele / mari cât porumbele. / Hai, ploiță, hai!”
În timpul jocului sau după terminarea lui este obligatorie udarea cu apă a paparudei, ori a întregului alai. Pentru dansul lor sunt răsplătiți prin daruri rituale ce semnifică abundența și belșugul: ouă, mălai, grâu, caș, lapte, colaci, fructe, bani, etc., uneori și haine vechi ceea ce leagă obiceiul de cultul morților.
După ce au terminat cu mersul prin sat, paparudele merg la o apă curgătoare, aprind paie pe apă, apoi își aruncă pe apă și veșmintele din frunze. 

## Etimologie
Pe lângă forma românească, Paparudă, și cea aromână, Pirpiruna, este înregistrată forma bulgară Perperuda (obicei bulgar în timp de secetă) și, totodată, se găsesc consemnate, dialectal, formele sârbo-croate Perperuna, Perepuna, Peperuna și slavonul prporuše.
Cu privire la etimologia formelor bulgare și sârbo-croate, Gieysztor înclină să explice cuvântul ca derivat din teonimul (nomen dei) Perun, în opinia sa, peperudele fiind "cu siguranță" (zapewne) "tovarășele lui Perun". Ovsec, pe de altă parte, avanseaza ipoteza că ar putea fi explicate prin latinul papilio, italianul parpaglione, "fluture cap-de-mort". Georgieva, deși nu respinge ferm explicația prin teonimul Perun, admite că forma bulgară ar putea fi un relict preslav, tracic, dintr-o rădăcină per-. 
În limbile slave
Sorin Paliga întărește ipoteza relictului tracic, considerând că "acesta pare a fi drumul unei explicații plauzibile" și comparând formele menționate anterior cu numele personal trac Paparion, considerat înrudit (prin reduplicare) cu teonimul trac Papas, teonim amintit și de Decev drept "epitet al lui Zeus și al lui Attis (divinitate tracă)" . Astfel, sensul străvechi al cuvântului nu poate fi reconstituit. Cu toate acestea, Paliga este de părere că atestarea unui antroponim tracic înrudit cu un epitet din sfera mitologicului arată că formele Peperuda, Paparuda (cu unele variante dialectale) trebuie explicate, mai degraba, ca relict tracic, nu ca derivat din nomen dei Perun. Pe lânga atestarea formei trace Paparion, un alt argument în favoarea ipotezei originii tracice este și raspândirea formelor doar la slavii de sud și în română, respectiv în areale cu o importantă influență tracă ori traco-dacă.
Cultul zeiței Dodola în mitologia sud-slavă arată multe aspecte similare cu păpăruda. În riturile se participau fete tinere de 12-16 de ani ("dodolitsy") înpodobite cu flori.
Are legături nordice (vezi și pe Iarilo (rus: Ярило) sau pe Kostrubonko  (rus: Кострубоньки) sau Maslenița  din mitologia est-slavă).
Ipoteza originii tracice este bazată numai de o etimologie ipotetică și nu de răspândirea riturilor asemănătoare. 
De luat în considerare este și înrudirea termenului cu cuvântul "rudar" (slava "ruda") postpus termenului "papa" (tata)(tatăl aducător de ploaie).

## Sensul mistic al ritualului
Nuditatea Paparudei e menită sa evoce puritatea genuină a naturii însuflețite, gata de a fi fecundată (Glia de către Cer, prin mijlocirea spermei cerești - ploaia). Mircea Eliade explică nuditatea paparudelor recurgând la omologarea actului agricol cu cel sexual, omologare bine-cunoscută în istoria religiilor: 
„Semințele sunt îngropate în pământ - pământul este închipuit ca o mare matrice, în care rodesc tot felul de germeni. Pămîntul devine, așadar, el însuși femeie. Gestul semănătorului capătă semnificații oculte; este un gest generator, și plugul (la început, un simplu par ascuțit) devine emblemă falică. Dar pământul rămâne neroditor fără ploaie; femeia telurică trebuie fecundată prin furtuna cerească. Iar ploaia -amănuntul acesta a fost observat din cele dintâi timpuri- este în strânsă legătură cu Luna și ritmurile lunare. Ritmuri care stăpânesc nenumărate niveluri cosmice: mările și ploile, creșterea vegetalelor, femeia. Luna "unifică", "totalizează" niveluri cosmice aparent deosebite: apele, ploile, viața vegetală, femeia etc. Este de la sine înțeles deci că într-o societate agricolă, în care soarta omului stă atât de strâns legată de ploaie, femeia are în puterea ei secretele vieții și ale morții. Participând singură la magia Lunii, ea singură poate conjura ploaia, căci virtuțile acvatice numai ea le înțelege. De aceea, în toate ritualurile agricole de aducere a ploii iau parte exclusiv femeile (paparudele etc.). În fața secetei care amenință, nuditatea rituală a femeii are o valoare magică: paparudele goale atrag pe marele bărbat sideral.”